# Micrixalus kurichiyari
Micrixalus kurichiyari es una especie de anfibio anuro de la familia Micrixalidae.

## Distribución geográfica
Esta especie es endémica de Kerala en la India. Se encuentra en Kurichiyarmala en el distrito de Wayanad en los Ghats Occidentales.

## Descripción
El holotipo masculino mide 18,6 mm.

## Etimología
El nombre de su especie le fue dado en referencia al lugar de su descubrimiento, Kurichiyarmala.

## Publicación original
- Biju, Garg, Gururaja, Shouche & Walujkar, 2014 : DNA barcoding reveals unprecedented diversity in Dancing Frogs of India (Micrixalidae, Micrixalus): a taxonomic revision with description of 14 new species. Ceylon Journal of Science, Biological Sciences, vol. 43, n.º 1, p. 1－87[4]